# 1994 год в кино

## Фильмы

### Мировое кино
- "Азартная игра/Blue Chips, США, (реж. Уильям Фридкин)
- «Безмолвие»/Speechless, США, (реж. Рон Андервуд)
- «Бессмертная возлюбленная»/Immortal Beloved, США, (реж. Бернард Роуз)
- «Богатенький Ричи»/Ri¢hie Ri¢h, США, (реж. Доналд Петри)
- «Волк»/Wolf, США, (реж. Майк Николс)
- «Ворон»/The Crow, США, (реж. Алекс Пройас)
- «Джимми-Голливуд»/Jimmy Hollywood, США, (реж. Барри Левинсон)
- «Джуниор»/Junior, США, (реж. Айван Райтман)
- «Дорога на Веллвилл»/The Road to Wellville, США, (реж. Алан Паркер)
- «Жадность»/Greedy, США, (реж. Джонатан Линн)
- «Звёздные врата»/Stargate, США—Франция, (реж. Роланд Эммерих)
- «Звёздный путь: Поколения»/Star Trek. Generations, США, (реж. Дэвид Карсон)
- «Зона высадки»/Drop Zone, США, (реж. Джон Бэдэн)
- «Интервью с вампиром»/Interview With The Vampire, США, (реж. Нил Джордан)
- «Карманные деньги»/Milk Money, США, (реж. Ричард Бенджамин)
- «Клерки»/Clerks, США, (реж. Кевин Смит)
- «Коэффициент интеллекта»/I. G, США, (реж. Фред Скеписи)
- «Криминальное чтиво»/Pulp Fiction, США, (реж. Квентин Тарантино)
- «Кукловоды»/The Puppet Masters, США, (реж. Стюарт Орм)
- "Легенды осени/Legends of the Fall, США, (реж. Эдвард Цвик)
- «Леон»/Léon, США, Франция (реж. Люк Бессон)
- «Любовная история»/Love Affair, США,
- «Маленькие женщины»/Little Women, США, (реж. Джиллиан Армстронг)
- «Маска»/The Mask, США, (реж. Чак Рассел)
- «Младенец на прогулке, или Ползком от гангстеров»/Baby’s Day Out, США, (реж. Патрик Рид Джонсон)
- «Мэверик»/Maverik, США, (реж. Ричард Доннер)
- «Нелл» /Nell, США, (реж. Майкл Эптед)
- «Норт»/North, США, (реж. Роб Райнер)
- «Няньки»/Twin Sitters, США, (реж.
- «Патруль времени»/Timecop, США—Канада—Франция, (реж. Питер Хайамс)
- «Побег»/The Getaway, США—Япония, (реж. Роджер Дональдсон)
- «Побег из Шоушенка»/The Shawshank Redemption, США, (реж. Фрэнк Дарабонт)
- «Погоня»/The Chase, США, (реж. Адам Рифкин)
- «Поцелуй смерти»/Kiss of Death, США, (реж. Барбе Шрёдер)
- «Правдивая ложь»/True Lies, США, (реж. Джеймс Кэмерон)
- «Прирождённые убийцы»/Natural Born Killers, США, (реж. Оливер Стоун)
- «Прямая и явная угроза»/Clear and Present Danger, США, (реж. Филипп Нойс)
- «Пули над Бродвеем»/Bullets over Broadway, США, (реж. Вуди Аллен)
- «Разоблачение»/Disclosure, США, (реж. Барри Левинсон)
- «Скорость»/Speed, США, (реж.
- «Смерть и девушка»/Death and the Maiden, США, (реж. Роман Полански)
- «Сметённые огнём»/Blown Away, США, (реж. Стивен Хопкинс)
- «Специалист»/The Specialist, США, (реж. Луис Льоса)
- «Спиной к стене»/Against The Wall, США, (реж. Джон Франкенхаймер)
- «Счастливый случай»/It Could Happen To You, США, (реж. Эндрю Бергман)
- «Телевикторина»/Quis Show, США, (реж. Роберт Редфорд)
- «Тень»/The Shadow, США, (реж. Расселл Малкэхи)
- «Тупой и ещё тупее»/Dump & Dumber, США, (реж. Питер Фаррелли)
- «Убийства на радио»/Radioland Murders, США, (реж. Мел Смит)
- «Уличный боец»/Stret Fighter, США, (реж. Стивен Де Уза)
- «Форрест Гамп»/Forrest Gump, США, (реж. Роберт Земекис)
- «Франкенштейн Мэри Шелли»/Mary Shelly’s Frankenstein, США, (реж. Кеннет Брана)
- «Человек эпохи Возрождения»/Renaissance Man, США, (реж. Пенни Маршалл)
- «Человек, который отказаться умирать»/', США, (реж.
- «Эд Вуд»/Ed Wood, США, (реж. Тим Бёртон)
- «Эйс Вентура: Розыск домашних животных»/Ace Ventura: Pet Detective, США, (реж. Том Шедьяк)
- «Я люблю неприятности»/I Love Trouble, США, (реж. Чарльз Шайер)

### Фильмы России
- «Белый праздник» (реж. Владимир Наумов);
- «Замок» (реж. Алексей Балабанов);
- «Лимита» (реж. Денис Евстигнеев);
- «Люблю»
- «Мастер и Маргарита» (реж. Юрий Кара);
- «Незабудки» (реж. Лев Кулиджанов, последняя работа режиссёра);
- «Ноктюрн для барабана и мотоцикла» (реж. Каринэ Фолиянц);
- «Увлеченья» (реж. Кира Муратова);
- «Хаги-Траггер» (реж. Эльдор Уразбаев);
- «Я свободен, я ничей» (реж. Валерий Пендраковский).

#### Фильмы совместных производителей

##### Двух и более киностудий
- «Дожди в океане» (реж. Виктор Аристов, Юрий Мамин);
- «Последнее дело Варёного» (реж. Виталий Мельников);
- «Простодушный» (реж. Евгений Гинзбург);
- «Русская симфония» (реж. Константин Лопушанский);
- «Самолёт летит в Россию» (реж. Алексей Капилевич);
- «Серп и молот» (реж. Сергей Ливнев);
- «Кофе с лимоном» (реж. Леонид Горовец);
- «Подмосковные вечера» (реж. Валерий Тодоровский);
- «Утомлённые солнцем» (реж. Никита Михалков)

## Телесериалы

### Латиноамериканские сериалы

#### Мексика
- «Маримар»
- Начать сначала
- «Перекрёстки»
- Пленница любви
- Полёт орлицы
- Там за мостом

### Россия
- «Петербургские тайны» (режиссёры: Леонид Пчёлкин, Вадим Зобин, Марк Орлов);
- «Русский транзит» (реж. Виктор Титов).
- «Глухарь»
- «На углу, у Патриарших»

### Франция
- «ГРЁЗЫ ЛЮБВИ»

### США
Скорая помощь (1994—2009)

## Награды

### Премия «Золотой глобус»
51-я церемония вручения наград американской премии «Золотой глобус» состоялась 22 января 1994 года в отеле «Беверли-Хилтон», Лос-Анджелес, США. Почётная награда имени Сесиля Б. Де Милля за жизненные достижения в области кинематографа была вручена американскому актёру, режиссёру и продюсеру Роберту Редфорду.
- Лучший фильм (драма): «Список Шиндлера»
- Лучший фильм (комедия или мюзикл): «Миссис Даутфайр»
- Лучший режиссёр: Стивен Спилберг — «Список Шиндлера»
- Лучшая мужская роль (драма): Том Хэнкс — «Филадельфия»
- Лучшая женская роль (драма): Холли Хантер — «Пианино»
- Лучшая мужская роль (комедия или мюзикл): Робин Уильямс — «Миссис Даутфайр»
- Лучшая женская роль (комедия или мюзикл): Анджела Бассетт — «На что способна любовь»
- Лучшая мужская роль второго плана: Томми Ли Джонс — «Беглец»
- Лучшая женская роль второго плана: Вайнона Райдер — «Эпоха невинности»
- Лучший сценарий: Стивен Зеллиан, Томас Кенилли — «Список Шиндлера»
- Лучший фильм на иностранном языке:  «Прощай, моя наложница»

### Кинофестиваль «Сандэнс»
Кинофестиваль «Сандэнс-1994» прошёл с 20 по 30 января в городе Парк-Сити, штат Юта, США.
- Лучший американский художественный фильм: «Что случилось тогда…»
- Лучший американский документальный фильм: «Свобода мыслей»

### Премия гильдия режиссёров Америки
46-я церемония вручения премий Американской гильдии режиссёров за заслуги в области кинематографа и телевидения за 1993 год состоялась 5 марта 1994 года.
- Лучший фильм: «Список Шиндлера», реж. Стивен Спилберг

### Берлинский кинофестиваль
44-й Берлинский международный кинофестиваль проводился со 10 по 21 февраля 1994 года в Берлине, Германия. В основной конкурс вошла 21 лента. Жюри основного конкурса возглавлял британский продюсер Джереми Томас.
- Золотой медведь: «Во имя отца», реж. Джим Шеридан (, , )
- Специальный приз жюри (Серебряный медведь): «Клубничное и шоколадное», реж. Томас Гутьеррес Алеа, Хуан Карлос Табио (,, )
- Серебряный медведь за лучшую режиссёрскую работу: Кшиштоф Кесьлёвский, «Три цвета: Белый» (, ,)
- Серебряный медведь за лучшую мужскую роль: Том Хэнкс за «Филадельфия» ()
- Серебряный медведь за лучшую женскую роль: Крисси Рок за «Божья коровка, улети на небо» ()

### Премия BAFTA
47-я церемония вручения наград британской премии «BAFTA» состоялась в Лондоне, Великобритания.
- Лучший фильм: «Список Шиндлера»
- Лучший британский фильм: «Страна теней»
- Лучший фильм на иностранном языке:  «Прощай, моя наложница»
- Лучший режиссёр: Стивен Спилберг — «Список Шиндлера»
- Лучшая мужская роль: Энтони Хопкинс — «Страна теней»
- Лучшая женская роль: Холли Хантер — «Пианино»
- Лучшая мужская роль второго плана: Рэйф Файнс — «Список Шиндлера»
- Лучшая женская роль второго плана: Мириам Маргулис — «Эпоха невинности»
- Лучший оригинальный сценарий: Дэнни Рубин, Харольд Рэмис — «День сурка»
- Лучший адаптированный сценарий: Стивен Зеллиан, Томас Кенилли — «Список Шиндлера»

### Премия «Сезар»
19-я церемония вручения наград премии «Сезар» за заслуги в области французского кинематографа за 1993 год состоялась 26 февраля 1994 года в (Париж, Франция)
- Лучший фильм: «Курить/Не курить»
- Лучший фильм на иностранном языке: «Пианино» (,,)
- Лучший режиссёр: Ален Рене «Курить/Не курить»
- Лучшая мужская роль: Пьер Ардити — «Курить/Не курить»
- Лучшая женская роль: Жюльет Бинош — «Три цвета: Белый»
- Лучшая мужская роль второго плана: Фабрис Лукини — «Всё об этом»
- Лучшая женская роль второго плана: Валери Лемерсье — «Пришельцы»
- Лучший сценарий: Жан-Пьер Бакри и Аньес Жаун — «Курить/Не курить»

### Премия «Независимый дух» (Independent Spirit Awards)
10-я церемония вручения премии «Независимый дух», ориентированной в первую очередь на американское независимое кино, за 1994 год состоялась 19 марта 1994 года в Лос-Анджелесе.
- Лучший фильм: «Короткий монтаж»
- Лучший режиссёр: Роберт Олтмен, «Короткий монтаж»
- Лучшая мужская роль: Джефф Бриджес — «Американское сердце»
- Лучшая женская роль: Эшли Джадд — «Руби в раю»
- Лучшая мужская роль второго плана: Кристофер Ллойд — «Двадцать баксов»
- Лучшая женская роль второго плана: Дайэнн Уист — «Домашние святые»
- Лучший сценарий: Роберт Олтмен, Фрэнк Бархидт — «Короткий монтаж»
- Лучший фильм на иностранном языке: ,, «Пианино»

### Премия «Оскар»
66-я церемония вручения наград американской премии «Оскар» состоялась 21 марта 1994 года в Лос-Анджелесе, США. Ведущим церемонии был актриса и телеведущая Вупи Голдберг.
- Лучший фильм: «Список Шиндлера»
- Лучший режиссёр: Стивен Спилберг, «Список Шиндлера»
- Лучшая мужская роль: Том Хэнкс — «Филадельфия»
- Лучшая женская роль: Холли Хантер — «Пианино»
- Лучшая мужская роль второго плана: Томми Ли Джонс — «Беглец»
- Лучшая женская роль второго плана: Анна Пэкуин — «Пианино»
- Лучший оригинальный сценарий: Джейн Кэмпион — «Пианино»
- Лучший адаптированный сценарий: Стивен Зеллиан, Томас Кенилли — «Список Шиндлера»
- Лучший фильм на иностранном языке:  «Изящная эпоха»

### Премия «Ника»
7-я церемония вручения наград премии Российской академии кинематографических искусств «Ника» состоялась в Центральном доме кинематографистов.
- Лучший игровой фильм: «Макаров»
- Лучший неигровой фильм: «Ладони»
- Лучшая режиссёрская работа: Владимир Хотиненко за работу над фильмом «Макаров»
- Лучший сценарий: Пётр Луцик, Алексей Саморядов за сценарий к фильму «Дети чугунных богов»
- Лучшая мужская роль: Сергей Маковецкий за роль в фильме «Макаров»
- Лучшая женская роль: Марина Неёлова за роль в фильме «Ты у меня одна»
- Лучшая роль второго плана: Владимир Ильин за роль в фильме «Макаров»

### MTV Movie Awards
Церемония вручения кинонаград канала MTV за состоялась 4 июня 1994 года в Калвер-Сити, Калифорния. Ведущим стал актёр Уилл Смит.
- Лучший фильм года: «Угроза для общества»
- Лучшая мужская роль: Том Хэнкс — «Филадельфия»
- Лучшая женская роль: Джанет Джексон — «Поэтичная Джастис»
- Прорыв года: Алисия Сильверстоун — «Увлечения»

### Каннский кинофестиваль
47-й Каннский международный кинофестиваль проходил с 12 по 23 мая 1994 года в Каннах, Франция. В основной конкурс вошло 25 лент. Жюри основного конкурса возглавил американский режиссёр, продюсер, актёр Клинт Иствуд.
- Золотая пальмовая ветвь: «Криминальное чтиво», реж. Квентин Тарантино ( США)
- Гран-при: «Жить», реж. Чжан Имоу ( Китай, Гонконг), «Утомлённые солнцем», реж. Никита Михалков ( СССР,  Франция)
- Приз жюри: «Королева Марго», реж. Патрис Шеро ( Франция, Италия,  Германия)
- Лучший режиссёр: Нанни Моретти за «Дорогой дневник» (Италия, Франция)
- Лучшая мужская роль: Гэ Ю за «Жить» ( Китай)
- Лучшая женская роль: Вирна Лизи за «Королева Марго» (Италия)

### «Кинотавр»
5-й открытый российский кинофестиваль «Кинотавр-1994» проходил с 28 мая по 9 июня 1994 года в Сочи. Жюри возглавил актёр Олег Табаков.
- Лучший фильм: «Ангелочек, сделай радость», реж. Усман Сапаров
- Специальный приз жюри: «Прозрение», реж. Нодар Манагадзе
- Лучшая мужская роль: Игорь Скляр, «Год собаки» и Владимир Машков, «Лимита»
- Лучшая женская роль: Инна Чурикова, «Год собаки», «Плащ Казановы»

### Премия «Сатурн»
20-я церемония вручения наград премии «Сатурн» за заслуги в области фантастики, фэнтези и фильмов ужасов за 1993 год состоялась 20 октября 1994 года.
- Лучший научно-фантастический фильм: «Парк Юрского периода»
- Лучший фильм-фэнтези: «Кошмар перед Рождеством»
- Лучший фильм ужасов: «Зловещие мертвецы 3: Армия тьмы»
- Лучший режиссёр: Стивен Спилберг — «Парк Юрского периода»
- Лучшая мужская роль: Роберт Дауни мл. — «Сердце и души»
- Лучшая женская роль: Энди МакДауэлл — «День сурка»
- Лучшая мужская роль второго плана: Лэнс Хенриксен — «Трудная мишень»
- Лучшая женская роль второго плана: Аманда Пламмер — «Нужные вещи»
- Лучший сценарий: Майкл Крайтон, Дэвид Кепп — «Парк Юрского периода»

### Венецианский кинофестиваль
51-й Венецианский международный кинофестиваль проходил со 1 по 12 сентября 1994 года в Венеции, Италия. В основной конкурс вошли 18 лент. Жюри основного конкурса возглавлял американский режиссёр Дэвид Линч.
- Золотой лев: «Да здравствует любовь», реж. Цай Минлян (Тайвань) и «Перед дождём», реж. Милчо Манчевски (Македония, Франция,  Великобритания)
- Особый приз жюри: «Прирождённые убийцы», реж. Оливер Стоун ()
- Серебряный лев: Питер Джексон, «Небесные создания» (Новая Зеландия, Германия), Джеймс Грэй, «Маленькая Одесса» (США) и Карло Маццакурати, «Бык» (Италия)
- Золотые Озеллы за лучшую работу режиссёра: Джанни Амелио, «Америка» (Италия)
- Золотые Озеллы за лучший сценарий: Кука Канальс, Бигас Луна, Хосеп Баргальо, «Титька и луна» ( Испания, Франция)
- Кубок Вольпи за лучшую мужскую роль: Ся Юй за «Под жарким солнцем» (Китай)
- Кубок Вольпи за лучшую женскую роль: Мария де Медейруш за «Два брата и сестра» (Португалия)
- Кубок Вольпи за лучшую мужскую роль второго плана: Роберто Читран за «Бык» (Италия)
- Кубок Вольпи за лучшую женскую роль второго плана: Ванесса Редгрейв за «Маленькая Одесса» ( Великобритания)

### Премия Европейской киноакадемии
7-я церемония континентальной премии Европейской академии кино состоялась 27 ноября 1994 года в Берлине, Германия.
- Лучший европейский фильм: «Америка» ( Италия, Франция, Швейцария)

## Знаменательные события
- В Жерармере (Франция} состоялся первый Международный фестиваль фантастических фильмов Fantastic, ставший преемником Международного фестиваля фантастических фильмов в Авориазе.
- Закрылась кинокомпания Cannon Films.